# Circuitul Silverstone
Silverstone este un circuit de curse auto din Marea Britanie unde a avut loc in 1950 prima etapă a campionatului mondial de Formula 1.